# Teatro Giuseppe Verdi (Forlimpopoli)
Il Teatro Giuseppe Verdi è un teatro situato a Forlimpopoli, in provincia di Forlì-Cesena.

## Storia
Fin dal XVII secolo si sono tenute rappresentazioni teatrali a Forlimpopoli, aperte a varie categorie sociali, in un'ampia sala, situata all'interno del Palazzo Comunale. Nel 1710 il teatro ebbe bisogno di alcuni restauri, come pure nel 1748 quando un certo Andreini di Cesena dipinse un nuovo sipario e ritoccò le scene. Il vecchio teatro comunale continuò a funzionare almeno fino al 1825, quando ne fu ricordata l'esistenza dallo storiografo Emilio Rossetti. 
Nel 1833 iniziò a delinearsi con chiarezza nel tessuto urbano la presenza di un nuovo Teatro Comunale, che veniva arricchito di locali di servizio e di un cornicione per la facciata. Questo era situato in una sala della Rocca Albornoziana divenuta nuova residenza municipale. Per decorare la sala dall'irregolare perimetro trapezoidale, venne chiamato, prima del giugno 1842, il pittore bolognese Filippo Bibiena (1765-1842). Un disegno del 1842, dello scenografo Romolo Liverani, mostra il prospetto esterno del nuovo Teatro Comunale con l'ingresso principale: un'apertura assai semplice con un aggettante colonnato al piano superiore. 
Leggendaria fu la serata del 25 gennaio 1851, quando fece irruzione nel teatro il brigante Stefano Pelloni detto il Passatore. 
Dieci anni dopo, dato che si dovevano realizzare le fognature cittadine, fu accantonato il progetto per la costruzione di un nuovo e più accogliente teatro presso la Loggia della Misura e si decise allora di rinnovare il teatro già esistente. Il 29 agosto 1877 iniziarono i lavori su progetto dell'ingegnere Giacomo Fabbri. La figura dell'ingegnere che sul finire del secolo si va sempre più qualificando sembra incarnata da Fabbri: egli si mostra entusiasta delle nuove scoperte sulla resistenza dei materiali, tanto che redige ampie relazioni statiche nelle quali afferma tra l'altro che "l'altezza e l'importanza del lavoro e lo scopo per cui deve servire" lo obbligano ad "adottare metodi di costruzione solidissima" ed al tempo stesso che offrano "la massima leggerezza". Nella sala vengono costruiti due ordini di balconate poggianti su trentadue esili colonnine di ghisa dorate. Ogni galleria ha un parapetto panciuto in ferro ed è divisa da tramezzi mobili a formare, quando necessario, in tutto sedici palchi. Viene ricavato un ambiente con soffitto a volte sotto la platea, costruita una scala a chiocciola per accedere alla sala, divisa l'orchestra con una balaustra di ferro e risistemati i solai con armature pure in ferro. Nel 1879 lo stesso Fabbri scrive che il pittore Paolo Bacchetti "ha già dipinto tutta la parte sopra la bocca d'opera e la parte superiore delle pareti laterali, nonché l'interno delle due gallerie. Il soffitto benché non possa dirsi interamente finito perché mancano alcune rifiniture... in pochi giorni sarà concluso". Bacchetti dipinse anche il sipario con Il cardinale Egidio Albornoz che entra in Forlimpopoli, di cui esiste ancora il bozzetto preparatorio, mentre il telone è stato restaurato e si trova ora nella Sala del Consiglio Comunale. Delle decorazioni rimane solo una testimonianza fotografica. 
Numerose altre migliorie furono fatte anche dopo l'inaugurazione del teatro avvenuta il 12 ottobre 1882 con una serie di opere buffe e di balli. Dopo la morte di Giuseppe Verdi, il Consiglio Comunale decise di dedicare al grande musicista il teatro. 
Il teatro fu gestito da un comitato fino al 1920 quando, dato in concessione ad un privato, venne trasformato in cinematografo. Nel 1934 si coprono le decorazioni originali come pure le colonnine tortili ora verniciate in simil-marmo. Il palco fu arretrato snaturando completamente i rapporti spaziali della scena. 
Sotto la direzione dell'architetto Alberto Bacchi nel 1981-1982 è stato ultimato un restauro conservativo del teatro. Oggi la sala, ristrutturata con fondi regionali, può contenere 204 posti. Sono stati ricavati una sala ristoro al primo piano e nuovi servizi igienici al secondo. Attualmente il teatro è gestito da un privato e svolge ancora regolarmente attività cinematografica; inoltre una convenzione con il Comune ne consente anche un uso a fini sociali.